# IC 151
IC 151 ist ein inexistentes Objekt im Sternbild Fische auf der Ekliptik im Index-Katalog, welches von dem US-amerikanischen Astronomen Lewis A. Swift am 11. August 1890 fälschlicherweise beobachtet wurde.